# Morten Madsen (biskop)
 For alternative betydninger, se Morten Madsen. (Se også artikler, som begynder med Morten Madsen)
Morten Madsen (født 1596 i København, død 16. eller 17. oktober 1643) var en dansk biskop.
Morten Madsens fader, Mads Nielsen, var bager; 1613 blev han student, var udenlands i 1618 og 1619, da han vides at have disputeret i Wittenberg; magistergraden tog han 1621 ved Københavns Universitet, var en kort Tid rektor i Sorø og tillige lærer for nogle af kongens og Kirstine Munks børn. Det har vel været som et slags honorar derfor, at han allerede 1622 blev udnævnt til slotspræst på Frederiksborg, hvorfra han 1624 forfremmedes til kongelig konfessionarius, i hvilken egenskab han fulgte med kongen i de første år af hans uheldige tyske felttog.
I 1627 blev han direkte af kongen beskikket til biskop i Aarhus Stift, men det synes, at han snart ikke var så vel anskreven på højere steder som tidligere; han fik flere gange tilrettevisninger, dels fordi han skulle have været ligegyldig i sit embede, således ved ikke at visitere tilstrækkelig hyppig, dels fordi han skulle have gjort sig skyldig i overgreb. Måske har han ikke været så ivrig, som kongen kunne ønske, når der, hvad flere gange skete, blev pålagt ham det delikate hverv at være budbringer mellem kongen og Kirstine Munk, som opholdt sig på Boller i hans stift. I 1634 disputerede han for den teologiske doktorgrad, og han skal især have været kyndig i de østerlandske sprog, men hans forfattervirksomhed er uden betydning.
I 1623 blev han gift med Kirstine Hansdatter, som var født 1602 i Helsingør af forældrene borgmester Hans Villumsen og Ingeborg Frederiksdatter Leiel, der hørte til den helsingørske patricierslægt Leiel. Det er unøjagtigt, når Mogens Madsen undertiden benævnes Leiel; således skrev han sig aldrig selv, hvorimod hans 2 sønner senere antog navnet i den latinske form Lælius.
Biskoppen og hans familie havde mange fjender, således klokkeren ved Domkirken; den satiriske forfatter Hans Skaaning, og lensmanden i Aarhus Erik Grubbe; måske er der dog blevet gjort denne sidste uret, når det er blevet sagt, at hans vrede især stammede fra, at alle de forførelsens kunstgreb, han øvede mod bispens smukke datter, ikke lykkedes, og at han så ville hævne sig ved at beskylde hendes mand, præsten i Aarhus Christen Nielsen Bundtz, for at have stået i utilbørligt forhold til bispinden, altså hans svigermoder.
Men forhåbentlig er også alle de beskyldninger, der blev rettede imod hende, grundløse; thi de gik ud på intet mindre end både utugt og blodskam, fosterfordrivelse og barnemord samt trolddom, hvorved hun skulle have forhekset sin mand, så han gik fra forstanden, ja måske endog have voldet hans død.
Denne sag endte med, at en herredagsdom 1649 frifandt bispinden. Hun døde 4. maj 1672 i København, "agtet og æret", hedder det et sted udtrykkelig. Biskoppen havde været en velhavende mand, hvis formue blev anslået til 30000 daler; men ved de sammenstødende ulykker, krigen og processen, smeltede den sammen til næsten intet.